# Гречнево
Гречнево — деревня в Чагодощенском районе Вологодской области.
Входит в состав Покровского сельского поселения, с точки зрения административно-территориального деления — в Покровский сельсовет.
Расстояние по автодороге до районного центра Чагоды — 61 км, до центра муниципального образования села Покровское — 11 км. Ближайшие населённые пункты — Дуброва, Жерновицы, Селище.
По переписи 2002 года население — 1 человек.